# Оллсап, Майкл
Майкл Оллсап (англ. Michael Allsup; 8 марта 1947 года) — американский гитарист, больше известен как участник рок-н-ролльной группы Three Dog Night.
Родители Оллсапа были родом из Оклахомы, но позднее переехали в небольшой городок Импайр, расположенный неподалеку от Модесто, штат Калифорния. Оллсап заинтересовался гитарой в подростковом возрасте, и начал свою музыкальную карьеру, играя в группе с некоторыми друзьями из средней школы. Он играл во многих местных коллективах до переезда в Лос-Анджелес в 1968 году, где познакомился с вокальным трио (Дэнни Хаттон, Чак Негрон, Кори Уэллс), у которых был контракт с лейблом Dunhill Records и искавших аккомпанимирующих музыкантов. Оллсап присоединился к их новой группе Three Dog Night, которая имела большой коммерческий успех в конце 1960-х-начале 1970-х гг. В то же время он участвует в записи альбома Кима Фоули Outrageous.
В 2006 году он переехал в Модесто, штат Калифорния и до сих пор играет в Three Dog Night.